# Перехрестя (фільм)
«Перехре́стя» («Intersection») — американський кінофільм 1994 року, знятий режисером Марком Райделлом, з Річардом Гіром, Шерон Стоун і Лолітою Давидович у головних ролях.

## Сюжет
Сюжет являє собою тривалий флешбек про життя людини, яка перебуває на краю загибелі.
Вінсент Істмен мчить гірською дорогою в Канаду, але за одним із поворотів на його шляху зустрічається важка вантажівка з напівпричепом. За миті до катастрофи перед очима Вінсента пролітають події всього його життя. Найбільш значущими були стосунки зі своєю дружиною Саллі, його коханкою Олівією і донькою Меган. Хоч як дбав Вінсент про Саллі, вона залишалася холодною і байдужою, натомість вільна духом Олівія володіє тією життєвою пристрастю, якої так бракує Саллі. Але Вінсент не може кинути свою дружину. Усі залучені сторони відчувають, що Вінсент ранить Меган тим, що не може визначитися з вибором, а його друг Ніл, партнер по їхній спільній архітекторській компанії, попереджає, що це неправильно — жити під двома дахами одночасно.

## У ролях
- Річард Гір — Вінсент Істмен
- Шерон Стоун — Саллі Істмен
- Лоліта Давидович — Олівія Маршак
- Мартін Ландау — Ніл
- Девід Селбі — Річард Кверрі
- Дженніфер Моррісон — Меган Істмен
- Скотт Белліс — роль другого плану
- Патриція Харрас — роль другого плану
- Кіген Макінтош — роль другого плану
- Ей Сі Пітерсон — роль другого плану
- Сандра Пі Грант — роль другого плану
- Робін Стівен — роль другого плану
- Девід Хертюбайс — роль другого плану
- Крістіна Ліппа — роль другого плану
- Денальда Вільямс — роль другого плану
- Елі Габей — роль другого плану
- Акіко Морісон — роль другого плану
- Барні Макфедден — роль другого плану
- Кевін Макналті — роль другого плану
- Джей Бразо — роль другого плану
- Бетті Філліпс — Едвіна
- Пол Маклін — роль другого плану
- Марлен Воррол — Кірстен Грехем
- Біл Фінк — роль другого плану
- Стейсі Грант — роль другого плану
- Джері Макетір — роль другого плану
- Ендрю Гай — бармен
- Сьюкі Кейзер — офіціантка
- Том Хітон — роль другого плану
- Тімоті Веббер — роль другого плану
- Крістофер Дж. Так — роль другого плану
- Гаррі Чолк — роль другого плану
- Віна Суд — роль другого плану
- Рон Чартьєр — роль другого плану
- Джон Катберт — роль другого плану
- Сьюзен Астлі — роль другого плану
- Тім Беттл — роль другого плану
- Лорретта Бейлі — роль другого плану
- Маргарет Нельсон — роль другого плану
- Рон Вайт — Чарлі
- Марк Робертс — Джон Грехем
- Стен Родарте — епізод

## Знімальна група
- Режисер — Марк Райделл
- Сценаристи — Жан-Лу Дабаді, Клод Соте, Девід Рейфіл, Маршалл Брікман
- Оператор — Вілмош Жігмонд
- Композитор — Джеймс Ньютон Говард
- Художник — Геролд Майклсон
- Продюсери — Алан Б. Кертісс, Фредерік Голхан, Реймонд Хартвік, Марк Райделл, Бад Йоркін